# Ядрово (Нижньогородська область)
Ядрово (рос. Ядрово) — село в Краснобаковському районі Нижньогородської області Російської Федерації.
Населення становить 103 особи. Входить до складу муніципального утворення Чащихинська сільрада.

## Історія
Від 2009 року входить до складу муніципального утворення Чащихинська сільрада.

## Населення
| 2002 | 2010 |
| ---- | ---- |
| 159  | ↘103 |